# Berthe Marx
Berthe Marx, o Berta Marx-Goldschmidt (París, 28 de julio de 1859-Biarritz, 11 de octubre de 1925), fue una pianista y compositora francesa.

## Biografía
Berthe Marx nació en París en el seno de una familia de músicos judíos. Su padre, Elias Isaac Isidore Marx (1814-), conocido como Isidore Marx, tocaba en la Ópera de París y en la orquesta del Conservatorio de París mientras que su madre, Mathilde Singer (1830-1893) descendía de la familia de violinistas Singer.
En 1868, ingresó en el Conservatorio de París sin pasar por el examen de ingreso y estudió piano con Emilie-Charlotte Rety y Henri Herz.
Daniel-François-Esprit Auber está interesado en sus estudios. Se convirtió en la alumna predilecta de Henri Herz y obtuvo, gracias a él, su primer premio de piano en 1874. También ganó premios de teoría musical y armonía. También estudió con Stephen Heller.
Después de sus estudios, dio conciertos por toda Europa. En Bruselas conoció en 1884 al violinista Pablo Sarasate con quién colaborará estrechamente hasta su muerte en septiembre de 1908.
Sola o con Sarasate, realizó numerosas giras por Europa, México, Estados Unidos y participó en más de seiscientos conciertos.
Ella compone varias «Rapsodias españolas», y arregla las «Danzas españolas» de Pablo de Sarasate para piano. También trabaja con su esposo, Otto Goldschmidt, en sus arreglos musicales.
Su último concierto con Pablo de Sarasate tuvo lugar en abril de 1908 en Zaragoza. Murió el 20 de septiembre de 1908. Berthe Marx abre una galería de arte y museo de Sarasate en la Villa Navarra el hogar del violinista en Biarritz. A partir de ese momento, compartió su vida entre Biarritz y París.
A partir de 1920, continuó su carrera como solita.
Berthe Marx ha recibido varios premios por su trabajo artístico, incluida la medalla "Bene merenti, 1re classe" de Rumania.
Póstumamente figura como música judía en ambos léxicos de música antisemita elaborados en Alemania durante el nazismo, tanto en el léxico "Judaísmo y música" de Hans Brückner y Christa Maria Rock en 1938, como el Lexique des juifs en musique en 1940 por Theo Stengl y Herbert Gerigk.

## Vida privada
Berthe Marx se casó en primera instancia con el comerciante parisino Georges Joseph Vincent Alfred Polonini (1849–1917) el 29 de julio de 1875. Tuvieron dos hijos: Louis (1875-1951) y Jean (ca. 1878-1896), que murió más tarde en Berlín cuando tenía 19 años en un accidente de bicicleta. Pronto se separaron y se divorciaron el 18 de enero de 1887.
Luego se casó con Otto Goldschmidt, compositor y crítico musical, pianista también, además de secretario y amigo de Pablo Sarasate, el 7 de agosto de 1894 en Marlotte, donde vivirán desde entonces.

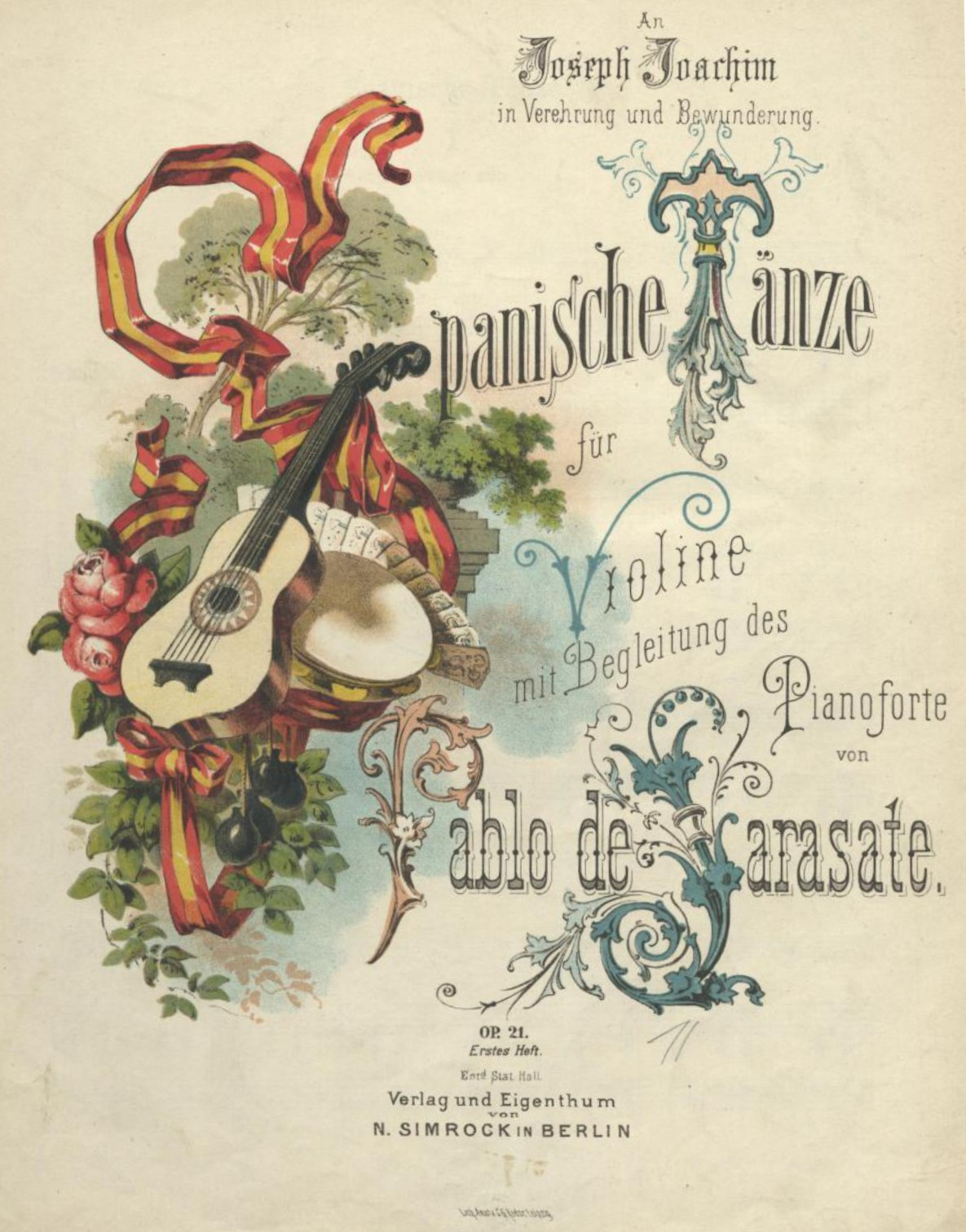
Portada de la primera edición del Libro I

## Obras
Berthe Marx compuso muchas piezas para piano, a menudo interpretadas en numerosos salones.
- Ave María para voz, violín y piano, Berlín, Simrock, 1909
- Frédéric Chopin, Nocturno op. 55 Nr. 2, arreglado para violín y piano, Maguncia, Schott, 1910
- Cadencias para el Concierto para piano número 22 (mi bemol mayor) de WA Mozart KV 482, Berlín, Leipzig, Simrock 1912
- Johann Sebastian Bach, Preludio y fuga en do menor para órgano, piano, transcripción, Berlín, Simrock 1912
- Las Canciones de Beatriz op. 4, piano, Berlín, Simrock 1912
- Seis estudios para piano (sin fecha)
- Benjamin Godard, En el lago op. 36, Nr. 1, transcripción para piano, París, J. Hamelle
- Pablo Sarasate, Jota Navarra op.33, arreglo para 2 pianos, Berlín, Simrock, 1901
- Pablo Sarasate, Habanera, Danzas Españolas. Pieza de Concierto para piano, Berlín, Simrock, 1889
- Zapateado. Pieza de Concierto para piano (según Danza Española de Sarasate), Berlín, Simrock, 1889
- Miramar. Zortzico para piano según op.42 de Pablo Sarasate, Leipzig, Zimmermann, 1900
- Capricho vasco para piano según op. 24 de Pablo Sarasate, Leipzig, 1903
- Pequeña fantasía, sobre la canción de cuna para violonchelo y piano de Franz Schubert, Berlín, Simrock, 1908
- Rapsodia húngara para piano según los aires gitanos de Pablo Sarasate, Leipzig, Senff, hacia 1905
- Johann Sebastian Bach, Obertura para un canto, transcripción para piano, Berlín, Leipzig, Simrock, sin fecha